# Curt Badinski
Curt Rudolf Theodor Badinski (17 de mayo de 1890 - 27 de febrero de 1966) fue un general alemán en la Wehrmacht durante la II Guerra Mundial que sostuvo varios mandos divisionales. Fue condecorado con la Cruz de Caballero de la Cruz de Hierro de la Alemania Nazi. Badinski se rindió a las fuerzas estadounidenses en agosto de 1944 en la bolsa de Falaise.

## Condecoraciones
- Cruz de Caballero de la Cruz de Hierro el 11 de octubre de 1941 como Oberst y comandante del Infanterie-Regiment 489[1]

## Obras
- Aus großer Zeit. Erinnerungsblätter des Jäger-Feld-Bataillons Nr.9. Weltkrieg 1914–1918. Bd. 1, Lauenburgischer Heimatverlag, Ratzeburg 1932.
- Aus großer Zeit. Erinnerungsblätter des Jäger-Feld-Bataillons Nr.9. Weltkrieg 1914–1918. Bd. 2, Lauenburgischer Heimatverlag, Ratzeburg 1933.